# Medinilla sessiliflora
Medinilla sessiliflora är en tvåhjärtbladig växtart som beskrevs av Regalado. Medinilla sessiliflora ingår i släktet Medinilla och familjen Melastomataceae. Inga underarter finns listade i Catalogue of Life.